# Lidsjön (Floda socken, Södermanland)
Lidsjön är en sjö i Katrineholms kommun i Södermanland och ingår i Nyköpingsåns huvudavrinningsområde. Sjön har en area på 0,0811 kvadratkilometer och ligger 67 meter över havet.

## Delavrinningsområde
Lidsjön ingår i det delavrinningsområde (655608-153303) som SMHI kallar för Mynnar i Gålsjön. Medelhöjden är 76 meter över havet och ytan är 12,27 kvadratkilometer. Det finns ett avrinningsområde uppströms, och räknas det in blir den ackumulerade arean 14,18 kvadratkilometer. Vattendraget som avvattnar avrinningsområdet har biflödesordning 5, vilket innebär att vattnet flödar genom totalt 5 vattendrag innan det når havet efter 85 kilometer. Avrinningsområdet består mestadels av skog (95 procent). Avrinningsområdet har 0,16 kvadratkilometer vattenytor vilket ger det en sjöprocent på 1,3 procent.